# West Lexham
West Lexham är en by i civil parish Lexham, i distriktet Breckland, i grevskapet Norfolk i England. Byn är belägen 22 km från King's Lynn. West Lexham var en civil parish fram till 1935 när blev den en del av Lexham. Civil parish hade 101 invånare år 1931.